# Mangold (Name)
Mangold ist ein deutscher Vor- und Familienname.

## Namensträger

### Vorname
- Mangold von Brandis († 1385), Bischof von Konstanz

### Familienname
- Aenne Mangold (1900–1977), deutsche Caritasschwester
- André Mangold (* 1989), deutscher Eishockeyspieler
- Andrej Mangold (* 1987), deutscher Basketballspieler
- Anita Mangold (* 1989), deutsche Sportschützin
- Anna Katharina Mangold (* 1977), deutsche Juristin
- Anton Mangold (* 1991), deutscher Musiker
- Bernhard Mangold (1852–1924), deutscher Gymnasiallehrer und Altphilologe
- Burkhard Mangold (1873–1950), Schweizer Maler und Grafiker
- Carl Amand Mangold (1813–1889), deutscher Komponist und Dirigent
- Charlotte Mangold (1794–1876), deutsche Sängerin und Gesangslehrerin
- Christoph Mangold (1939–2014), Schweizer Schriftsteller
- Christoph Andreas Mangold (1719–1767), deutscher Mediziner, Chemiker und Hochschullehrer
- Emil Mangold (1867–1945), deutscher Politiker, Oberbürgermeister von Saarbrücken
- Erni Mangold (* 1927), österreichische Schauspielerin
- Ernst Mangold (1879–1961), deutscher Arzt, Physiologe und Ernährungsforscher
- Fritz Mangold (1871–1944), Schweizer Wirtschaftshistoriker und Politiker
- Georg Mangold (Musiker) (1767–1835), deutscher Violinist und Kapellmeister
- Georg Mangold (Heimatforscher) (1863–1945), deutscher Lehrer, Maler und Heimatforscher
- Gerard Adolf Mangold (1858–1941), niederländischer Landschaftsmaler
- Guido Mangold (* 1934), deutscher Fotograf und Fotojournalist
- Hans Mangold (Jurist) (1915–2011), deutscher Jurist und Museumsfunktionär
- Hans Mangold (Radsportler) (1939–1997), deutscher Radsportler
- Hans Mangold (Politiker) (* 1952), deutscher Arzt und Politiker (ödp)
- Hans-Dieter Mangold (* 1962), deutscher Fußballspieler
- Hans-Joachim Mangold (1909–nach 1969), deutscher Diplomat
- Hartmut Mangold (* 1956), deutscher Politiker
- Heinrich Karl Mangold (1937–2019), deutscher Maler und Kunsterzieher
- Heinrich Wilhelm Mangold (1908–2003), deutscher Maler, Kunsterzieher und Heimatpfleger
- Hilde Mangold (1898–1924), deutsche Biologin
- Ijoma Mangold (* 1971), deutscher Literaturkritiker
- James Mangold (* 1963), US-amerikanischer Regisseur und Drehbuchautor
- Johann Daniel Mangold (1799–1866), deutscher Tabakfabrikant, Bürgermeister und Mitglied der kurhessischen Ständeversammlung
- Johann Wilhelm Mangold (Musiker, 1735) (1735–1806), deutscher Oboist, Geiger und Musikpädagoge
- Johann Wilhelm Mangold (1796–1875), deutscher Geiger und Komponist, siehe Wilhelm Mangold (Komponist)
- Johanna Mangold (* 1985), deutsche Operndramaturgin
- Josef Mangold (1884–1937), deutscher Maler
- Joseph Mangold (1716–1787), deutscher Jesuit und Theologe
- Just Heinrich Mangold († 1742), deutscher Mediziner und Physiker
- Karl Mangold (1889–1942), deutscher Priester, siehe Petrus Mangold
- Karl Mangold (Mediziner) (1938–2009), US-amerikanischer Mediziner und Unternehmer
- Katharina Mangold-Wirz (1922–2003), Schweizer Biologin
- Klaus Mangold (* 1943), deutscher Manager
- Lisi Mangold (1950–1986), Schweizer Schauspielerin
- Marie Cecilia Mangold (1872–1934), US-amerikanische Mathematikerin und Hochschullehrerin
- Matthias F. Mangold (* 1962), deutscher Journalist und Kochbuchautor
- Max Mangold (1922–2015), deutscher Sprachwissenschaftler
- Maximus Mangold (1722–1797), deutscher Jesuit
- Michael Mangold (1889–1968), österreichischer Politiker (CSP/ÖVP)
- Mike Mangold (1955–2015), US-amerikanischer Kunstflugpilot
- Nick Mangold (* 1984), US-amerikanischer American-Football-Spieler
- Nikolaus Mangold (* 1950), deutscher Eishockeyspieler
- Otto Mangold (1891–1962), deutscher Zoologe
- Peter Mangold (1947–2017), britischer Historiker und Journalist
- Petrus Mangold (1889–1942), deutscher Franziskaner
- Petrus Mangold (Mediziner) (1686–1758), Schweizer Mediziner
- Robert Mangold (* 1937), US-amerikanischer Maler
- Rudolf Mangold (1882–nach 1970), deutscher Verwaltungsbeamter
- Ruth-Gaby Vermot-Mangold (* 1941), Schweizer Politiker (SP)
- Sabine Mangold (* 1957), deutsche Übersetzerin
- Sabine Mangold-Will (* 1972), deutsche Historikerin und Hochschullehrerin
- Sigrid Mangold-Wegner (* 1950), deutsche Politikerin (SPD)
- Thomas Mangold (* 1965), deutscher Musiker, siehe Fools Garden
- Urban Mangold (* 1963), deutscher Politiker (ödp)
- Urs Mangold (* 1954), Schweizer Ländlermusikant
- Verena Metze-Mangold (* 1946), deutsche Soziologin und Publizistin
- Wendelin Mangold (* 1940), russlanddeutscher Germanist und Schriftsteller
- Werner Mangold (Soziologe) (1927–2020), deutscher Soziologe
- Werner Mangold (Fußballspieler) (* 1934), deutscher Fußballspieler
- Wilhelm Mangold (Komponist) (Johann Wilhelm Mangold; 1796–1875), deutscher Geiger und Komponist
- Wilhelm Mangold (Theologe) (1825–1890), deutscher Theologe
- Wolfgang Mangold (1931–2023), deutscher Arzt, Standespolitiker und Hochschullehrer